# باريت فوا
باريت فوا (بالإنجليزية: Barrett Foa)‏ مواليد 18 سبتمبر 1977 في نيويورك، نيويورك، الولايات المتحدة، هو ممثل أمريكي بدأ مسيرته الفنية عام 2001. درس في جامعة ميشيغان.

## وصلات خارجية
- باريت فوا على موقع IMDb (الإنجليزية)
- باريت فوا على موقع ألو سيني (الفرنسية)
- باريت فوا على موقع قاعدة بيانات برودواي على الإنترنت (الإنجليزية)
- باريت فوا على موقع قاعدة بيانات الفيلم (الإنجليزية)
- باريت فوا على موقع كينوبويسك (الروسية)

- الموقع الإلكتروني